# Stigmatisme
Un système optique est dit stigmatique pour deux points si l'ensemble des rayons lumineux issus d'un des points et traversant le système forment d'autres rayons lumineux dont les supports passent par le second point. Autrement dit, après la traversée d'un tel système, tous les rayons issus d'un point A convergent en un point A', qui est alors l'image de A. Les points A et A' sont dits conjugués.
Le stigmatisme pour tout point de l'espace, dit stigmatisme rigoureux, n'existe que très rarement : l'unique cas est le miroir plan. En général un système optique n'est stigmatique que pour des points particuliers, et donc astigmatique pour les autres. Le stigmatisme approché est obtenu en se plaçant dans les conditions de Gauss.

### Illustration
- Simulation des conditions de stigmatisme avec Geogebra, par François Byasson